# William Blount
William Blount (ur. 26 marca 1749 roku – zm. 21 marca 1800 roku) – polityk z Tennessee amerykański.
Był jednym z sygnatariuszy Konstytucji Stanów Zjednoczonych reprezentując stan Karolina Północna.
W latach 1782, 1783, 1786 i 1787 brał udział w obradach Kongresu Kontynentalnego.
Po przystąpieniu stanu Tennessee do Stanów Zjednoczonych w 1796 roku, został jednym z dwóch pierwszych przedstawicieli tego stanu w Senacie Stanów Zjednoczonych. Po niespełna roku, wysunięto przeciwko niemu oskarżenie o zdradę stanu i konspirację z agentem brytyjskiego rządu, które wiązały go ze spiskiem mającym na celu przejęcie kontroli posiadłości hiszpańskich w Luizjanie i na Florydzie. W 1797 roku na podstawie tych zarzutów usunięto go z senatu.
Jego brat, Thomas Blount, zasiadał w Izbie Reprezentantów Stanów Zjednoczonych jako przedstawiciel stanu Karolina Północna, zaś jego syn, William Grainger Blount, reprezentował w Izbie Reprezentantów Stanów Zjednoczonych stan Tennessee.